# Departementen van Honduras
Honduras is ingedeeld in achttien departementen (departamentos). Het bestuur van elk departement wordt geleid door en gouverneur, die door de president benoemd wordt. De departementen zijn verder onderverdeeld in in totaal 298 gemeenten.

## Overzicht departementen van Honduras
| Nr.                   | Departement       | Hoofdstad           | Oppervlakte | Inwoners  |
| --------------------- | ----------------- | ------------------- | ----------- | --------- |
| 1                     | Atlántida         | La Ceiba            | 4.372 km²   | 457.031   |
| 2                     | Choluteca         | Choluteca           | 4.360 km²   | 453.360   |
| 3                     | Colón             | Trujillo            | 8.249 km²   | 324.950   |
| 4                     | Comayagua         | Comayagua           | 5.124 km²   | 521.748   |
| 5                     | Copán             | Santa Rosa de Copán | 3.242 km²   | 388.810   |
| 6                     | Cortés            | San Pedro Sula      | 3.923 km²   | 1.653.699 |
| 7                     | El Paraíso        | Yuscarán            | 7.345 km²   | 465.864   |
| 8                     | Francisco Morazán | Tegucigalpa         | 8.787 km²   | 1.577.178 |
| 9                     | Gracias a Dios    | Puerto Lempira      | 16.997 km²  | 96.384    |
| 10                    | Intibucá          | La Esperanza        | 3.123 km²   | 246.258   |
| 11                    | Islas de la Bahía | Roatán              | 236 km²     | 67.704    |
| 12                    | La Paz            | La Paz              | 2.525 km²   | 209.783   |
| 13                    | Lempira           | Gracias             | 4.228 km²   | 339.310   |
| 14                    | Ocotepeque        | Ocotepeque          | 1.630 km²   | 154.251   |
| 15                    | Olancho           | Juticalpa           | 23.905 km²  | 545.835   |
| 16                    | Santa Bárbara     | Santa Bárbara       | 5.024 km²   | 441.939   |
| 17                    | Valle             | Nacaome             | 1.665 km²   | 180.772   |
| 18                    | Yoro              | Yoro                | 7.717 km²   | 596.138   |
| Bron: inwoners (2016) |                   |                     |             |           |

| Kaart                      |
| -------------------------- |
| Departementen van Honduras |
| Departementen van Honduras |

## Geschiedenis
Een overzicht van de wijzigingen in de departementen van Honduras:
- 1825: Honduras wordt ingedeeld in zeven departementen: Comayagua, Santa Bárbara, Tegucigalpa, Choluteca, Yoro, Olancho, en Gracias.
- 1869: La Paz (uit Comayagua), El Paraíso (uit Tegucigalpa en Olancho), Copán (uit Gracias) en La Mosquitia (uit Yoro) worden gesticht.
- 1872: Islas de la Bahía wordt gesticht uit Yoro.
- 1881: Colón wordt gevormd uit Yoro.
- 1883: Intibucá wordt afgesplitst van Gracias.
- 1893: Valle (uit Choluteca) en Cortés (uit Santa Bárbara) worden gesticht.
- 1902: Delen van Yoro en Colón gaan het Atlántida-departement vormen.
- 1906: Ocotepeque wordt gecreëerd uit Copán.
- 1943: De naam van Gracias wordt veranderd in Lempira, de naam van Tegucigalpa in Francisco Morazán.
- 1957: Gracias a Dios wordt gecreëerd uit delen van Colón en geheel La Mosquitia.